# Farkhat Reimbergenovich Bazarov
Farkhat Reimbergenovich Bazarov (tiếng Nga: Фархат Реимбергенович Базаров; sinh ngày 31 tháng 1 năm 1980) là một cầu thủ bóng đá Turkmenistan. Anh đá ở Giải bóng đá vô địch quốc gia Turkmenistan cho FC Energetik. Anh cũng mang quốc tịch Nga.

## Sự nghiệp
Năm 2013, cùng với FC Balkan anh giành chức vô địch Cúp Chủ tịch AFC 2013 tại Malaysia. Từ năm 2015, anh thi đấu cho FC Energetik.
Bazarow ra mắt đội tuyển quốc gia ở Cúp Challenge AFC 2014, trong trận đấu với Philippines.

## Thành tích
- Cúp Chủ tịch AFC: 2013